# Инари
Инари (на фински: Inarijärvi, на северносаамски: Anárjávri, на инари-саамски: Aanaarjävri, на сколт-саамски: Aanarjäuʹrr, на шведски: Enare träsk, на норвежки: Enaresjøen) е 3-то по големина езеро във Финландия (провинция Лапландия). Площ 1040,28 km², обем 15,9 km³, средна дълбочина 15 m, максимална 92 m.

## Географско характеристика
Езерото Инари е разположено в крайната североизточна част на Финландия, в провинция Лапландия. Заема обширно понижение с ледниково-тектонски произход, с дължина от североизток на югозапад 80 km и максимална ширина от северозапад на югоизток 50 km. Има силно разчленена и предимно заблатена брегова линия с дължина 3308 km с множество заливи, полуострови и 3318 острови, като най-известният от тях е Островът на гробищата (Hautuumaasaari – Хаутуумаасаари), на който са погребани много древни саамски жители от района. Тук се намира и свещеният за саамите камък Уконкиви (Ukonkivi). инари се подхранва от около 20 реки, най-големите от които са Ютуанйоки, Ивалойоки и Нипийоки. От югоизточния му ъгъл, при градчето Виртаниеми изтича река Паатсйоки, вливаща се в Баренцево море.
Водосборният басейн на Инари е с площ 14 512 km², като много малка част от него се намира на руска и норвежка територия. Разположено е на 118,7 m н.в., като колебанията на водното му ниво през годината са незначителни и плавни, с малко по-високо ниво през лятото. По този начин годишният му отток е почти постоянен и с малки отклонения. Замръзва през ноември, а се размразява през юни.

## Стопанско значение, селища
Езерото е богато на риба като пъстърва, сьомга, бяла риба, костур и щука. На река Паатсйоки са изградени 7 ВЕЦ, от които 5 са обединени в Каскадата Пазки ВЕЦ ОАО «ТГК-1», а две влизат в енергийния комплекс на Норвегия. Регулиращата станция на водната система се явява ВЕЦ Кайтакоски – първата от Пазките ВЕЦ, оказваща непосредствено влияние на нивото на водата, необходима за функционирането на ВЕЦ-овете, разположени надолу по течението на реката. За оперативното решаване на въпросите, възникващи в работата на сложния хидроенергиен комплекс е създадена тристранна комисия. Нейните основни задачи са разработването и контрола по изпълнението на графика за необходимото количество вода изтичаща от езерото, а също и координация на дейностите по ремонта на оборудването на руските и норвежките ВЕЦ-ове. През фувруари 2012 г. на тристранната руско-финландско-норвежка среща на енергетиците е подписан протокол, съгласно който от 20 февруари 2012 г. управлението на водния режим на езерото е предадено на „Центъра за икономическо развитие, транспорт и околна среда на Лапландия“ със седалище в град Рованиеми, Финландия.
По брегове му са разположени няколко предимно малки населени места – Партако, Вяюля, Инари, Копело и др.